# Oberes Eichsfeld
Als Oberes Eichsfeld wird der zentrale Teil der westlichen Muschelkalk-Umrahmung des Thüringer Beckens, Haupteinheit Ringgau–Hainich–Obereichsfeld–Dün–Hainleite, bezeichnet, der an der Elbe-Weser-Wasserscheide den Hainich im Süden mit dem Dün im Nordosten verbindet. Er ist nicht deckungsgleich mit der historischen Region Obereichsfeld, liegt allerdings, in den thüringischen Landkreisen Eichsfeld und Unstrut-Hainich-Kreis (kleinere Teile im Süden), größtenteils innerhalb derselben.

## Geographische Lage
Im Handbuch der naturräumlichen Gliederung Deutschlands wird unter Oberes Eichsfeld der gesamte rechts der Werra und nordwestlich und nördlich des Hainich und südöstlich des Dün gelegene Teil der Muschelkalk-Haupteinheit Ringgau–Hainich–Obereichsfeld–Dün–Hainleite verstanden. Dieses Gebiet wird in der 6. Lieferung des Handbuches von 1959 nach Südwesten durch die Eichenberg–Gotha–Saalfelder Störungszone begrenzt. Im Einzelblatt Kassel von 1969 werden jedoch auch jenseits der Störungszone liegende Muschelkalk-Landschaften zur Einheit gezählt, die ursprünglich und nach heute gängiger Einstufung des BfN bereits zum sich westlich anschließenden Unteren Werrabergland gehören. Entsprechend muss man zwischen dem Oberen Eichsfeld im engeren und im erweiterten Sinne unterscheiden.
Das Obere Eichsfeld im engeren Sinne erstreckt sich zwischen der Störungszone im Südwesten, dem Hainich im Süden, dem Thüringer Becken im Osten und dem Dün im Nordosten. Im Norden schließt sich das Untere Eichsfeld an.
Von der Nordgrenze des Hainich entlang der Landstraße Eigenrieden–Mühlhausen verläuft, bis Küllstedt in nördliche Richtung und dann über Wachstedt bis südlich Heuthens nordwestlich gerichtet, die Elbe-Weser-Wasserscheide über das Plateau. Diese wird nach Westen über Flinsberg, Kalteneber, Wüstheuterode bis östlich Gerbershausens durch die Wasserscheide zwischen den Einzugsgebieten der Werra und der Leine abgelöst.
Im Norden stößt das Gebiet bei Heilbad Heiligenstadt ans Tal der Leine. Im Nordosten, zwischen Kreuzebra und Dingelstädt, geht es an der Elbe-Weser-Wasserscheide praktisch fließend in den Dün und seine Südabdachung über, von denen es nordwestlich Kreuzebras das Tal der Geislede und südöstlich Dingelstädts das der Unstrut trennt. 
Zum Oberen Eichsfeld im erweiterten Sinne zählen in der Gobert und den Wanfrieder Werrahöhen bei Wanfried sowie ihren nördlichen Abdachungen im Bereich der Störungszone auch Landschaften, die bis in den hessischen Werra-Meißner-Kreis hinein reichen. Dabei überragt die Gobert den Kern-Höhenzug um rund 50 Meter.
Landläufig wird der zentrale Teil der Muschelkalkumrahmung nur als "(Eichsfelder) Höhe" bezeichnet. Auf topographischen Karten ist die Landschaft im Gegensatz zu den benachbarten Höhenzügen Dün und Hainich namentlich nicht beschriftet, lediglich der Westerwald als größeres Waldgebiet wird in einigen Kartenwerken erwähnt.

## Naturräumliche Gliederung
Das Obere Eichsfeld im engeren Sinne gliedert sich naturräumlich in das nur sporadisch bewaldete Östliche Obereichsfeld an der Elbe-Weser-Wasserscheide und am Osthang zur Unstrut sowie das reliefreichere und weitgehend bewaldete, zu Werra (v. a. Frieda) und Leine abdachende Westliche Obereichsfeld. Die Kernlandschaft des Westlichen Obereichsfeldes wird auch als Kalteneberer Stufenrandbereich bezeichnet.
Nachfolgend sind die auf Blatt Kassel zum Oberen Eichsfeld gegliederten Naturräume an und südwestlich der Eichenberg–Gotha–Saalfelder Störungszone, die nach gängigerer Einteilung dem Unteren Werrabergland zugerechnet werden, nur in Kleindruck aufgeführt:
- (zu 483 Ringgau–Hainich–Obereichsfeld–Dün–Hainleite)
  - 483.1 Allendorfer Wald
    - 483.10 Gobert (bis 569 m)
    - 483.11 Weidenbach-Mackenröder Senke

  - 483.2 Westliches Obereichsfeld
    - 483.20 Kalteneberer Stufenrandbereich
      - Nordwestliches Oberes Eichsfeld an der Werra-Leine-Wasserscheide (am Höheberg 520,6 m; mit Heiligenstädter Stadtwald)
      - Westerwald (bis 504 m)
      - Südwesthänge zwischen Effelder und Struth (am Rode bis 498 m)

    - 483.21 Oberes Friedatalgebiet (an der Nahtstelle zum Hainich bis 472,6 m)
    - 483.22 Wanfrieder Werrahöhen (bis 485 m)

  - 483.3 Östliches Obereichsfeld (bis 520,4 m)

### Einordnung nach TLUG
Die Thüringer Landesanstalt für Umwelt und Geologie (TLUG) verfügt über ein etwas gröberes, nur landesweit einteilendes naturräumliches System (Die Naturräume Thüringens), innerhalb dessen das Obere Eichsfeld sich auf zwei Naturräume verteilt:
- 3.2 Hainich–Dün–Hainleite umfasst in der Hauptsache den Hauptkamm an der Elbe-Weser-Wasserscheide bis einschließlich des Heiligenstädter Stadtwaldes und des Höhebergs, sowie das Östliche Obereichsfeld
- 3.3 Werrabergland–Hörselberge  umfasst die übrigen Landschaftsteile des Westlichen Obereichsfeldes an der Schichtstufe.[3]

## Berge

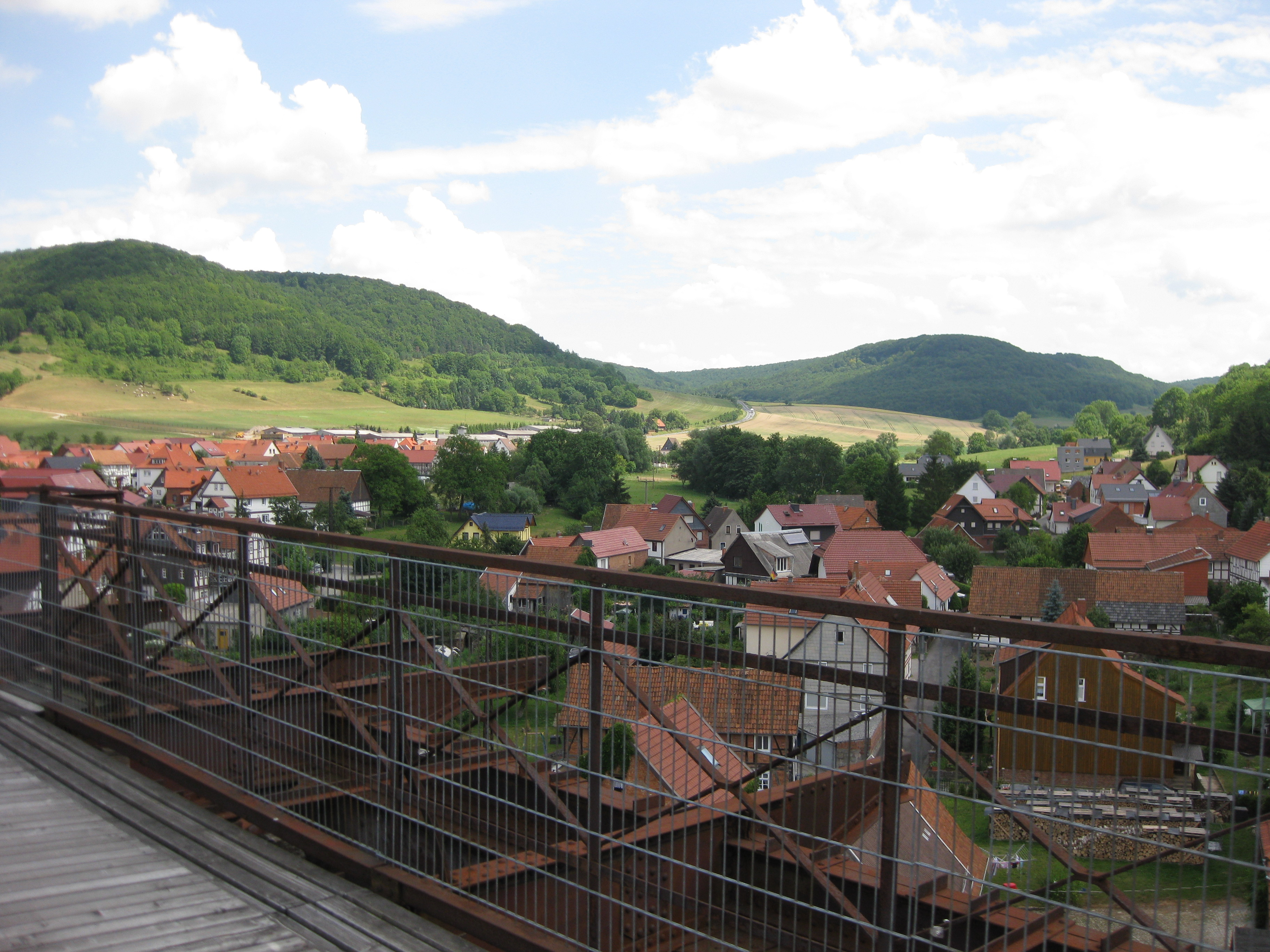
Blick vom Eisenbahnviadukt in Lengenfeld auf die Eichsfelder Höhe (links der Kälberberg und rechts der Schlegelsberg)

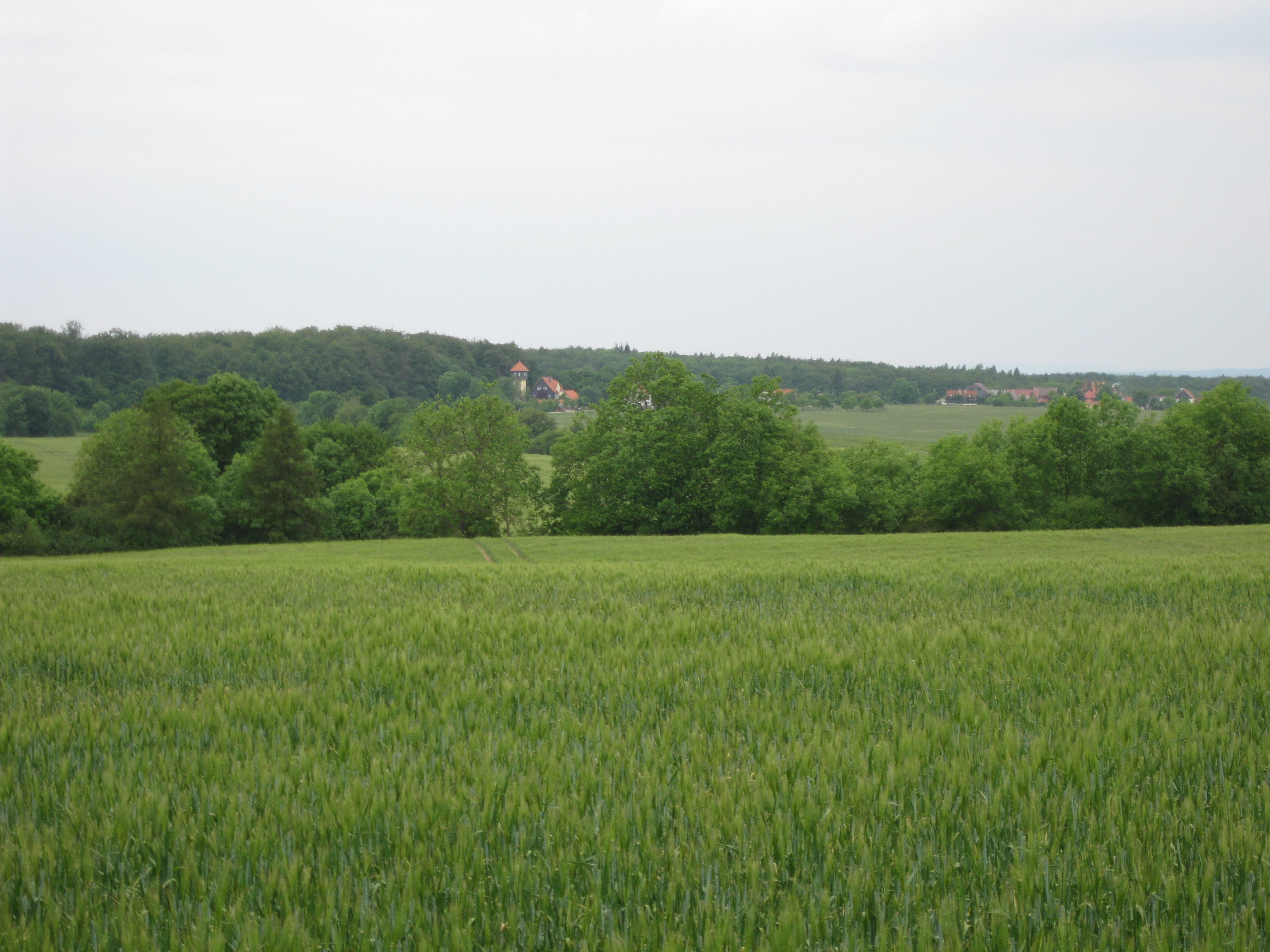
Blick vom Höheberg über das Obereichsfelder Plateau nach Fürstenhagen mit dem Naturparkzentrum "Alter Wasserturm"

Zu den Bergen und Erhebungen zählen, nach Landschaftsteilen geordnet und intern der Höhe nach:
- Gobert (bis 569 m)
- Oberes Eichsfeld im engeren Sinne
  - Höheberg (520,6 m), zwischen Krombach und Dieterode
  - namenlos (520,4 m), nordwestlich von Wachstedt
  - Rain (516,5 m), östlich von Effelder
  - Warteberg (515,9 m), nördlich von Flinsberg
  - Amtklafter (504,0 m), südwestlich von Wachstedt (Westerwald)
  - Eichstruther Kopf (503,0 m), östlich von Eichstruth
  - Madeberg (499,1 m), nördlich von Küllstedt
  - Rode (498,2 m), südlich von Struth
  - Ebersberg (494,0 m), südlich von Kalteneber
  - Röhringsberg (486,7 m), südlich von Thalwenden
  - Kälberberg (476,6 m), östlich von Lengenfeld unterm Stein
  - Schimberg (473,4 m, Südgipfel 457,1 m), südlicher Westerwald nordwestlich Großbartloffs
  - Röhrsberg (468,1 m), nordöstlich von Fretterode
  - Uhlenstein (464,7 m), südlich von Großbartloff
  - Lengenberg (461,6 m), westlich von Lutter
  - Schlegelsberg (461,2 m), nördlich von Faulungen
  - Ochsenberg (458,3 m), westlich von Schönhagen
  - Bick (453,3 m), nördlich von Martinfeld
  - Iberg (Heiligenstadt) (453,0 m), südlich von Heilbad Heiligenstadt (Heiligenstädter Stadtwald)
  - Hennefeste (446,4 m), westlich von Birkenfelde
  - Dünberg (445,4 m), südlich von Lengenfeld unterm Stein
  - namenlos (425,7 m), nördlich von Büttstedt (Waldgebiet der Hollau)
  - Kälberberg (374,8 m), südwestlich von Dörna
- Wanfrieder Werrahöhen
  - Keudelskuppe (484,7 m), südlich von Hildebrandshausen
  - Plesse (479,6 m), südsüdöstlich der Keudelskuppe
  - Auf der Delle (461 m), westlich von Wendehausen (Karnberg)

## Geologie und Landschaftsbild

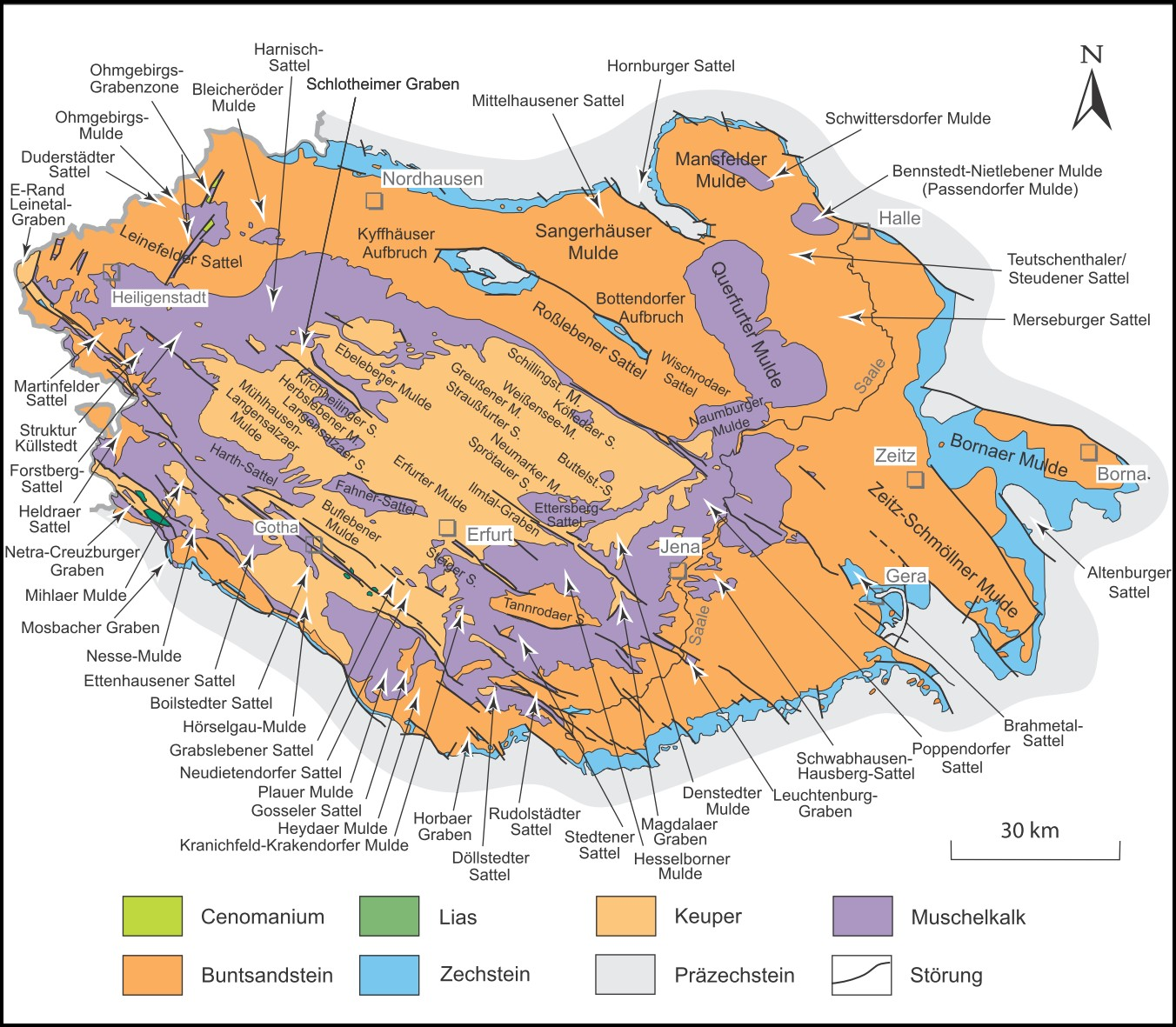
Das Obere Eichsfeld im Westen der Muschelkalk-Umrahmung des Thüringer Beckens

Der geologische Untergrund wird überwiegend von Muschelkalk gebildet. Nach Osten fällt die Hochfläche flach in Richtung des Thüringer Beckens ab. Nach Norden und Westen endet sie mit einer steilen Schichtstufe zum Buntsandstein. Der Verlauf dieser Stufe ist stark gegliedert, da hier zahlreiche Zuflüsse der Werra und Leine die Landschaft angeschnitten haben. Die steilen Ränder sind meist bewaldet, größere Waldgebiete befinden sich im Westerwald, im Heiligenstädter Stadtwald und im Lengenberg bei Fürstenhagen. Die Hochfläche selbst wird überwiegend landwirtschaftlich genutzt, obwohl hier ungünstige Bodenbedingungen vorherrschen.
Auf Grund der geologischen Struktur an den Schichtstufen ergeben sich zahlreiche natürliche Aussichtspunkte:
- Dieteröder Klippen auf dem Höheberg
- Maienwand und Elisabethhöhe im Heiligenstädter Stadtwald
- Faulunger Schranne
- Ershäuser Fenster im Westerwald
- Hennefeste oberhalb von Birkenfelde

## Gewässer
Durch das Obere Eichsfeld verläuft die Wasserscheide zwischen der Elbe und der Weser. Nach Osten entspringen einige Bäche in Richtung Thüringer Becken (Unstrut, Luhne). Zahlreiche Zuflüsse entwässern das Gebiet nach Norden zur Leine (Aller) (Geislede, Pferdebach, Lutter, Asbach) und nach Westen zur Werra (Frieda, Lutter, Rosoppe).

## Wirtschaft und Verkehr
Das Gebiet des Oberen Eichsfeldes ist eine überwiegend durch Land- und Forstwirtschaft geprägte Landschaft. Auf Grund der ungünstigen Bodenbedingungen waren die Menschen auf zusätzliche Erwerbstätigkeiten angewiesen, so entwickelten sich in den Ortschaften zahlreiche Handwerksbetriebe. Es entstanden auch kleine Betriebe in der Textil- und Tabakverarbeitung, von denen heute nur noch wenige existieren. Größere Industrieansiedlungen gibt es heute nur im Bereich von Dingelstädt und Wachstedt. Zwischen Küllstedt, Büttstedt und Struth befindet sich ein großer Windpark mit zurzeit 26 Anlagen.
Das Obere Eichsfeld befindet sich etwas abseits großer Verkehrswege. Als wichtigste Straßenverbindung überquert die B 249 zwischen Mühlhausen und Wanfried im Süden am Übergang zum Hainich den Höhenzug und östlich wird sie von der B 247 zwischen Mühlhausen und Dingelstädt tangiert. Von den ehemals über die Eichsfelder Höhe verlaufenden Eisenbahnstrecken Leinefelde–Treysa zwischen Dingelstädt und Lengenfeld unterm Stein, sowie Heiligenstadt-Schwebda zwischen Heiligenstadt und Krombach wird nur noch erstere als Draisinenstrecke touristisch genutzt.

## Sehenswürdigkeiten
In der Region des Oberen Eichsfeldes gibt es zahlreiche Wandermöglichkeiten und Sehenswürdigkeiten zu besichtigen:
- Unstrutquelle bei Kefferhausen
- ein Mittelpunkt Deutschlands bei Flinsberg
- Wallfahrtsort Klüschen Hagis bei Wachstedt
- Eichsfelder Dom in Effelder
- ehemaliges Kloster Anrode bei Bickenriede
- ehemaliges Kloster Zella bei Struth
- Kirchenruine in Katharinenberg
- Werdigshäuser Kirche bei Kefferhausen
- Burg Gleichenstein bei Wachstedt
- Burg Stein und Schloss Bischofstein oberhalb von Lengenfeld unterm Stein
- Naturparkzentrum des Naturparkes Eichsfeld-Hainich-Werratal in Fürstenhagen
- westlicher Teil des Mühlhäuser Landgrabens zwischen Zella und Eigenrieden

## Klima

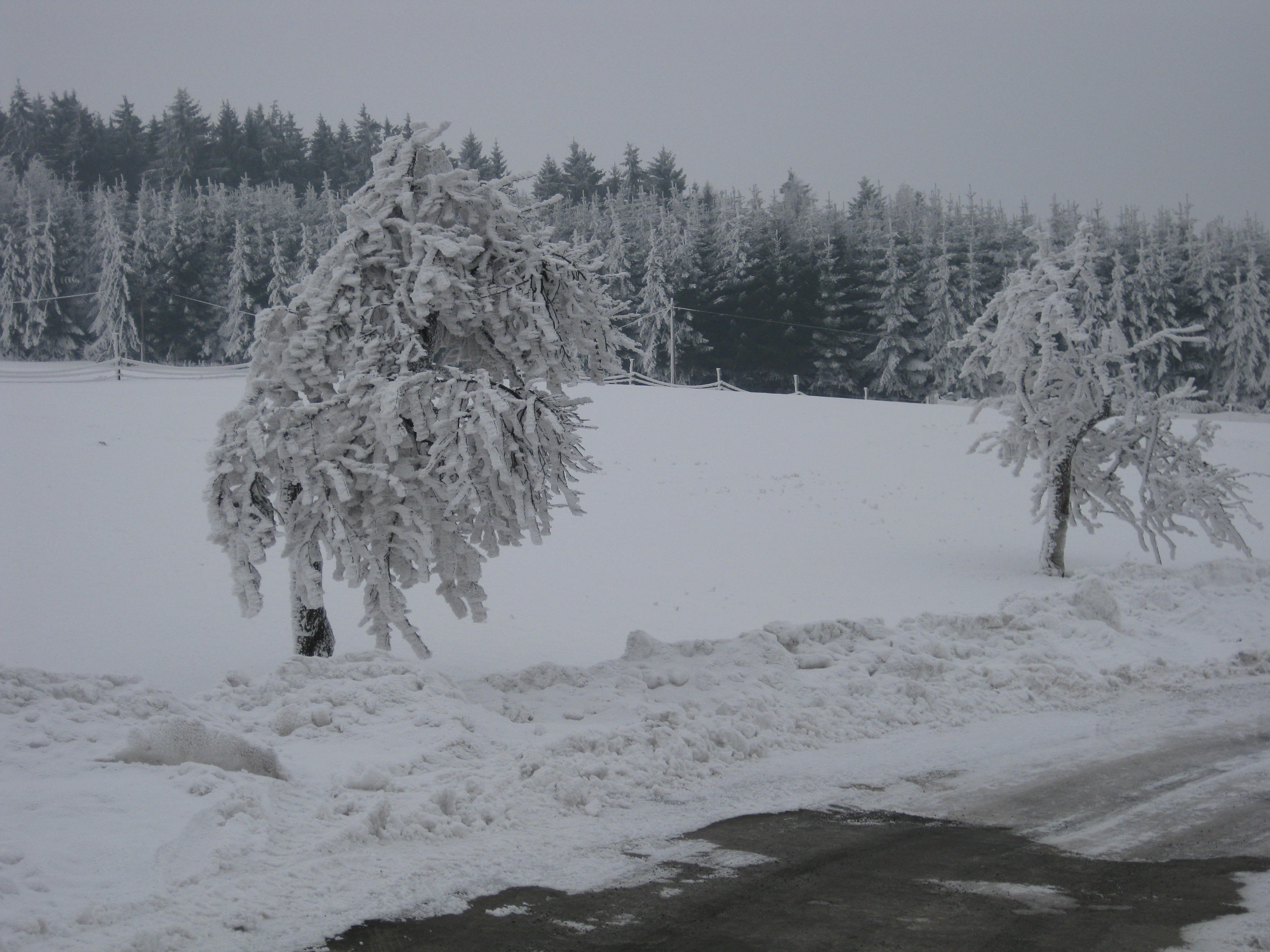
Winter auf der Eichsfelder Höhe

Der Bereich des Oberen Eichsfeldes liegt im Übergangsgebiet vom subatlantischen zum subkontinentalen Klimaraum. Klimatisch sind die Hochlagen durch eine unter 7,0 °C erniedrigte Jahrestemperatur und jährliche Niederschläge bis über 800 mm gekennzeichnet. Bei vorwiegend westlicher Windrichtung sind besonders die Winter niederschlagsreich.